# Ла-Шапель-ле-Люксёй
Ла-Шапе́ль-ле-Люксёй (фр. La Chapelle-lès-Luxeuil) — коммуна во Франции, находится в регионе Франш-Конте. Департамент — Верхняя Сона. Входит в состав кантона Сен-Совёр. Округ коммуны — Люр.
Код INSEE коммуны — 70128.

## География
Коммуна расположена приблизительно в 320 км к востоку от Парижа, в 65 км северо-восточнее Безансона, в 23 км к северо-востоку от Везуля.
На юге коммуны протекает река Лантерн.

## Население
Население коммуны на 2010 год составляло 438 человек.
| 1962 | 1968 | 1975 | 1982 | 1990 | 1999 | 2010 |
| ---- | ---- | ---- | ---- | ---- | ---- | ---- |
| 371  | 335  | 382  | 406  | 426  | 431  | 438  |

## Экономика

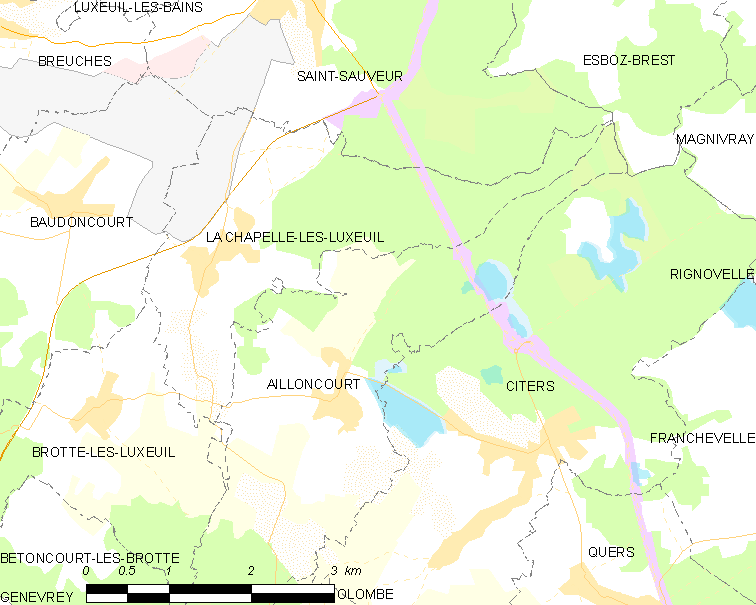
Карта коммуны

В 2010 году среди 279 человек трудоспособного возраста (15—64 лет) 201 были экономически активными, 78 — неактивными (показатель активности — 72,0 %, в 1999 году было 67,8 %). Из 201 активных жителей работали 176 человек (102 мужчины и 74 женщины), безработных было 25 (12 мужчин и 13 женщин). Среди 78 неактивных 15 человек были учениками или студентами, 30 — пенсионерами, 33 были неактивными по другим причинам.